# الحسناء (مجلة)
الحسناء هي مجلة نسائية باللغة العربية ومقرها بيروت، بلبنان. وقد كانت المجلة متداولة منذ عام 1909.

## التاريخ والملف الشخصي
أٌطلقَت مجلة الحسناء على يد جورج نيكولاس باز عام 1909. وكان باز أيضًا رئيس تحرير المجلة المؤسس، ومقرها في بيروت. وقد أتاحت الإصلاحات الدستورية في الدولة العثمانية عام 1908 إمكانية إنشاء المجلة وتوفير أجواء مرنة للنشر.
كانت إستر أزهري مويال، وهي صحفية يهودية لبنانية وناشطة نسوية ومترجمة، من أوائل المساهمين.  في عام 1968 عُينَت علياء الصلح، ابنة رياض الصلح، رئيسة تحرير المجلة. شغلت علوية صبح منصب رئيس تحرير المجلة وعُينَت في هذا المنصب في عام 1986.